# Айверах
Айверах — самый крупный из множества полуостровов в юго-западной части Ирландии. Входит в состав провинции Манстер.

## География
Восточная и центральная части полуострова очень гористые; горы в этих областях часто достигают высоты более 500 м, а одна из них (Каррантуил) является высочайшей точкой Ирландии, но ландшафт западной и южной частей равнинный. Побережье всего Айвераха скалистое, кроме небольшого количества мест, где располагаются песчаные пляжи; самый крупный и известный из них расположен на северо-востоке и носит название Rossbeigh Beach. К западу от полуострова расположено несколько островов; с самым большим и близким из них (Валентия) Айверах соединяет мост длиной 410 м. Климат здесь не слишком холодный, но ветры бывают очень сильными, вследствие чего в горах на высоте более 200 м деревья встречаются достаточно редко.

## Населённые пункты
- Кенмэр (Kenmare) — 2175 жителей
- Киллорглин (Killorglin) — 2089 жителей
- Кэрсивин (Cahersiveen) — 1401 жителей
- Уотервилл (Waterville) — 538 жителей
- Баллинскеллигс (Ballinskelligs) — 355 жителей
- Портмаги (Portmagee) — 109 жителей[2]
- Кэрданиел (Caherdaniel)
- Сним (Sneem) — 672 жителей

## Достопримечательности
По всему побережью проходит главная и часто используемая туристами дорога «Кольцо Керри».

## Климат
Для запада полуострова характерен наиболее тёплый климат на всём острове Ирландия, и здесь встречаются даже субтропические растения; среднегодовая температура составляет 10,9 °C, а снег выпадает лишь раз в год, однако на северо-востоке в глубоких долинах (где высота над уровнем моря приблизительно соответствует западу полуострова), закрытых ветрам, дующим со стороны океана, зимы более холодные, а количество снежных дней в году в 2 — 4 раза больше, чем на западе. Температура в самые холодные дни опускается до значений от 0 до −5 °C ночью и от 0 до 5 °C днём; как во всей Ирландии, погода может полностью измениться даже за несколько минут, а дождь в какую-нибудь часть дня идёт в двух днях из трёх. Максимальная температура летом может достигать примерно 20 °C. Грозы очень редки и случаются только несколько раз в год, однако зимой часты вихри.

## Галерея

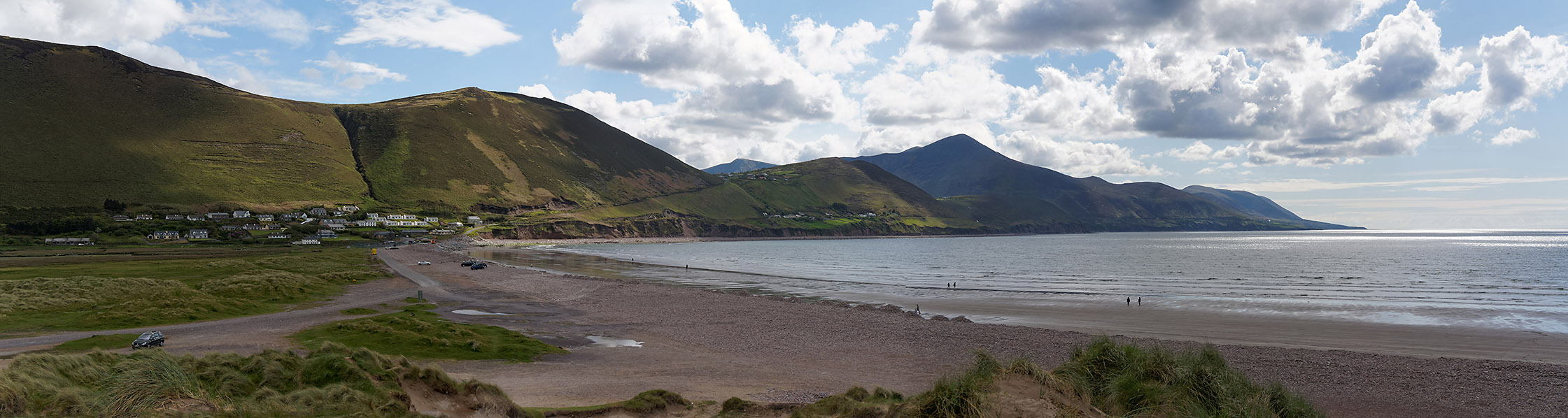
Пляж Россбеигх, вид на северное побережье Айвераха.

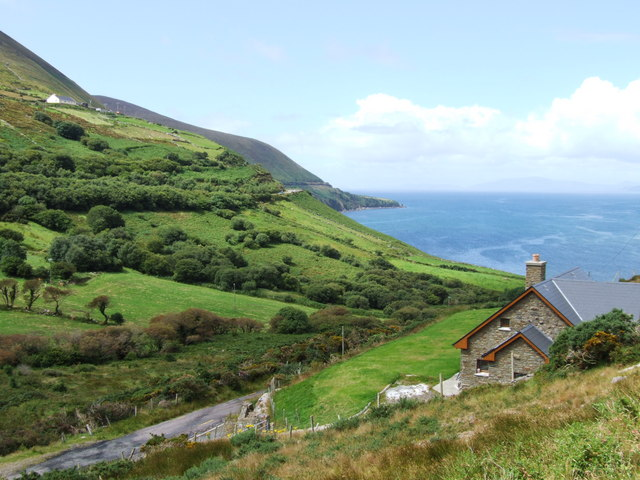
Вид с северного побережья
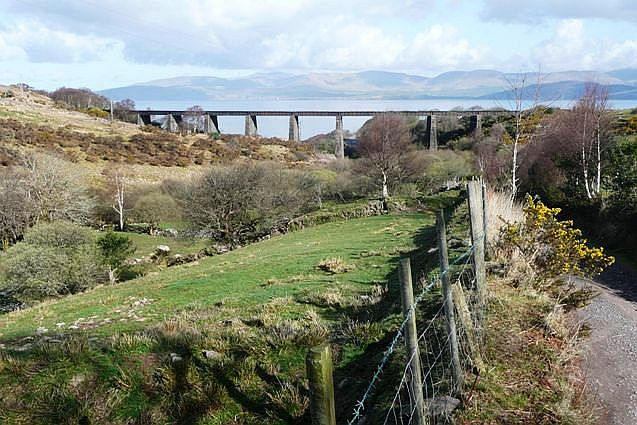
Глеенский виадук
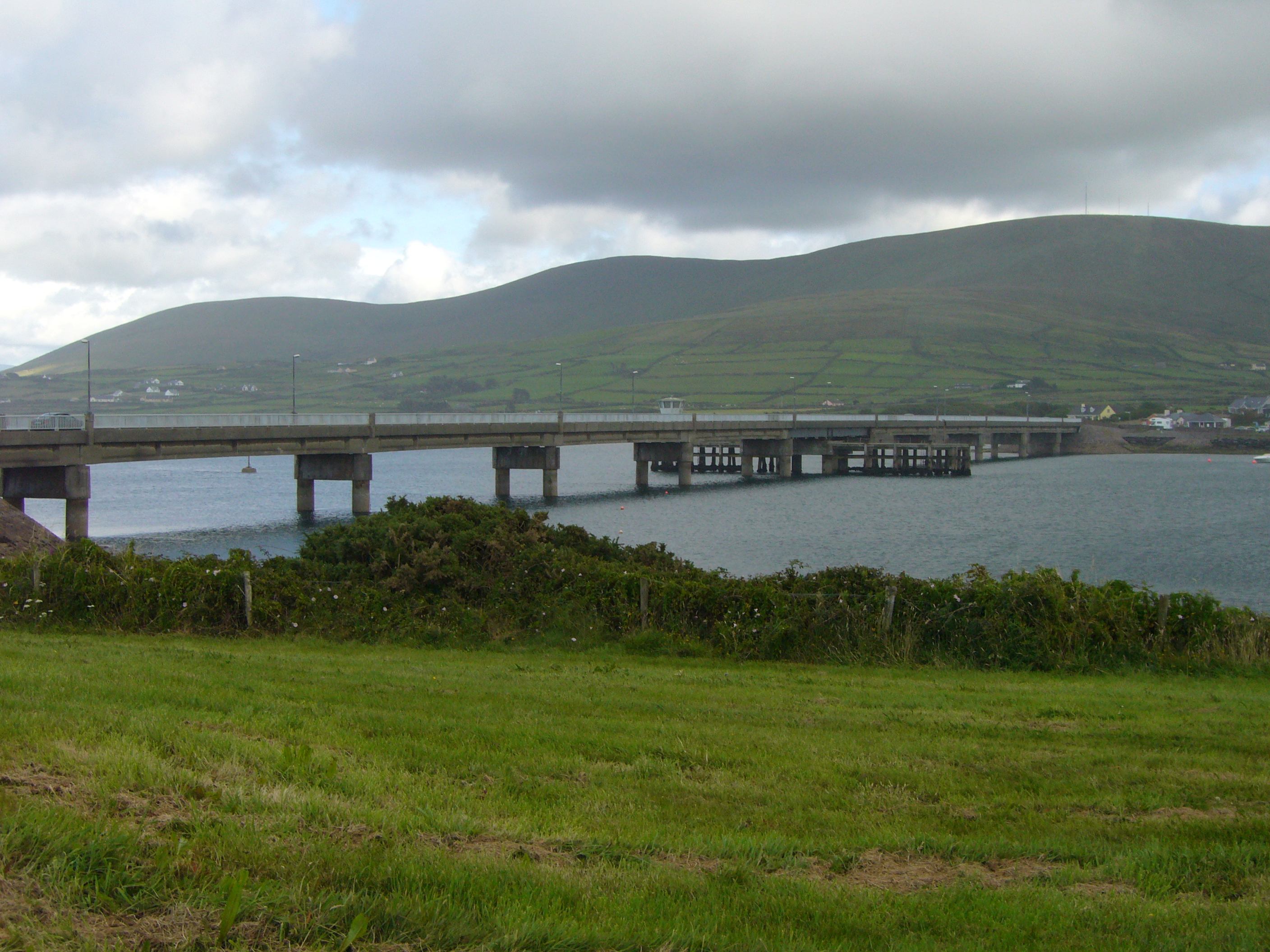
Мост на остров Валеншия
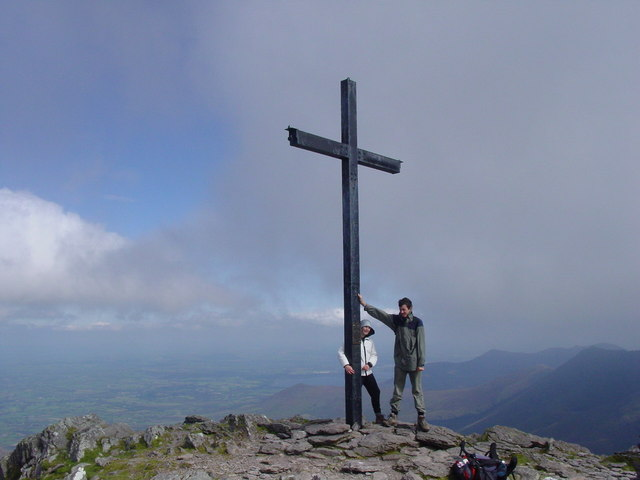
Вершина Каррантуилла